# NGC 6519
NGC 6519 est un groupe d'étoiles situé dans la constellation du Sagittaire. L'astronome allemand Julius Schmidt a enregistré la position de ce groupe en octobre 1860.